# Камбијак
Камбијак (фр. Cambiac) насеље је и општина у јужној Француској у региону Миди Пирене, у департману Горња Гарона која припада префектури Тулуз.
По подацима из 2011. године у општини је живело 236 становника, а густина насељености је износила 30,49 становника/km². Општина се простире на површини од 7,74 km². Налази се на средњој надморској висини од 249 метара (максималној 261 m, а минималној 195 m).

## Демографија
| 1962. | 1968. | 1975. | 1982. | 1990. | 1999. | 2011. |
| ----- | ----- | ----- | ----- | ----- | ----- | ----- |
| 122   | 139   | 115   | 149   | 188   | 170   | 236   |

График промене броја становника у току последњих година